# Hetao
Hetao (chiń. 河套; pinyin Hétào) – równinny region w północnych Chinach, w zakolu Huang He; północna część wyżyny Ordos. Rozciąga się na długości ok. 400 km i szerokości do 100 km. Wznosi się średnio na wysokość 1000–1200 m n.p.m. Teren zbudowany jest głównie z materiału naniesionego przez rzekę; miejscami występują piaski. Obszar wykorzystany rolniczo dzięki nawadnianiu (uprawy pszenicy, prosa, sorgo, gryki, a także ryżu). Głównym miastem regionu jest Baotou.